# Mörk kraterlav
Mörk kraterlav (Gyalecta truncigena) är en lavart som först beskrevs av Erik Acharius, och fick sitt nu gällande namn av Hepp. Mörk kraterlav ingår i släktet Gyalecta och familjen Gyalectaceae.  Arten är reproducerande i Sverige. Inga underarter finns listade i Catalogue of Life.
I den svenska databasen Dyntaxa används istället namnet Gyalecta derivata för samma taxon.  Arten är reproducerande i Sverige.